# 楊機
杨机（474年—534年），字显略，天水郡显亲县（今甘肃省天水市秦安县西北）人，南北朝北魏官员。
杨机祖父杨伏恩时，从天水郡迁居到洛阳。杨机年轻时被河南尹李平、元晖征召为功曹，元晖将郡里的事务托付给他。他初任奉朝请。当时魏宣武帝打算为皇子的封国官员选拔清廉正直之士，杨机被推举担任京兆王元愉的京兆国中尉，受到元愉的敬畏。之后转任给事中、伏波将军、廷尉评。延昌年间，他行河阴县事。杨机熟悉行政事务，不屈服于权势，审判时心怀宽厚，因而博得名声。他被荆州刺史杨大眼征召，在其麾下担任平南府长史。熙平年间，担任泾州平西府长史。不久后被任命为河阴县令，接着又转任洛阳县令。后来担任镇军将军、司州治中，再转任司州别驾。荆州少数民族发动叛乱时，杨机以兼尚书左丞、南道行台的身份前往讨伐。凯旋后，被授予中散大夫之职，再次担任司州别驾，司州牧高阳王元雍将诸多事务托付给他。之后他出京担任清河郡内史，又转任左将军、河北郡太守，以才能出众而闻名。建义元年（528年），杨机被任命为平南将军、光禄大夫、兼廷尉卿，后又担任安南将军、司州别驾，不久后兼任河南尹。之后他担任廷尉卿，又转任卫尉卿，还出京担任安西将军、华州刺史。永熙年间，被授予卫将军、右光禄大夫之职，不久后担任度支尚书。永熙三年（534年）八月，杨机与辛雄、叱列延庆、崔孝芬等人一同被高欢杀害于洛阳的永宁寺。其子楊毗羅，初任開府参軍事，在鎮遠将軍任上去世。